# Bretignolles-sur-Mer
Pour les articles homonymes, voir Brétignolles.
Brétignolles-sur-Mer redirige ici.
Brétignolles-sur-Mer (prononcer [bʁetiɲɔl syʁ mɛʁ]) ; est une commune du centre-ouest de la France, située sur la côte de Lumière, dans le département de la Vendée en région Pays de la Loire.

## Géographie
Le territoire municipal de Brétignolles-sur-Mer s'étend sur 2 733 hectares. L’altitude moyenne de la commune est de 15 mètres, avec des niveaux fluctuant entre 0 et 38 mètres,.
Brétignolles-sur-Mer est une station balnéaire qui dispose d'une longue bande côtière avec près de 12 km. Cette petite ville du littoral accueille de nombreux campings. Elle doit sa réputation dans la région au surf ainsi qu'à ses plages : la Sauzaie, la Parée, la Normandelière, et les Dunes 1 et 2.
| Saint-Gilles-Croix-de-Vie | Givrand              | L'Aiguillon-sur-Vie           |
| Océan atlantique          | Brétignolles-sur-Mer | La Chaize-Giraud Landevieille |
| Océan atlantique          | Olonne-sur-Mer       | Brem-sur-Mer                  |

### Environnement
Brétignolles-sur-Mer est soumis au climat océanique parce que proche de l’océan Atlantique avec un hiver doux mais un été particulièrement chaud ces dernières années notamment au mois d'août. Cette ville est soumise à des précipitations régulières sur l’ensemble d'une année.

### Climat
Pour des articles plus généraux, voir Climat des Pays de la Loire et Climat de la Vendée.
En 2010, le climat de la commune est de type climat océanique franc, selon une étude du CNRS s'appuyant sur une série de données couvrant la période 1971-2000. En 2020, Météo-France publie une typologie des climats de la France métropolitaine dans laquelle la commune est exposée à un climat océanique et est dans la région climatique  Bretagne orientale et méridionale, Pays nantais, Vendée, caractérisée par une faible pluviométrie en été et une bonne insolation. 
Pour la période 1971-2000, la température annuelle moyenne est de 12,6 °C, avec une amplitude thermique annuelle de 13,1 °C. Le cumul annuel moyen de précipitations est de 804 mm, avec 12,3 jours de précipitations en janvier et 6,3 jours en juillet. Pour la période 1991-2020, la température moyenne annuelle observée sur la station météorologique de Météo-France la plus proche, « La Mothe Achard », sur la commune des Achards à 15 km à vol d'oiseau, est de 12,8 °C et le cumul annuel moyen de précipitations est de 959,1 mm,. Pour l'avenir, les paramètres climatiques de la commune estimés pour 2050 selon différents scénarios d'émission de gaz à effet de serre sont consultables sur un site dédié publié par Météo-France en novembre 2022.

## Urbanisme

### Typologie
Au 1er janvier 2024, Bretignolles-sur-Mer est catégorisée bourg rural, selon la nouvelle grille communale de densité à sept niveaux définie par l'Insee en 2022.
Elle appartient à l'unité urbaine de Bretignolles-sur-Mer, une agglomération intra-départementale regroupant deux  communes, dont elle est ville-centre,,. Par ailleurs la commune fait partie de l'aire d'attraction de Saint-Hilaire-de-Riez, dont elle est une commune de la couronne,. Cette aire, qui regroupe 13 communes, est catégorisée dans les aires de moins de 50 000 habitants,.
La commune, bordée par l'océan Atlantique, est également une commune littorale au sens de la loi du 3 janvier 1986, dite loi littoral. Des dispositions spécifiques d’urbanisme s’y appliquent dès lors afin de préserver les espaces naturels, les sites, les paysages et l’équilibre écologique du littoral, tel le principe d'inconstructibilité, en dehors des espaces urbanisés, sur la bande littorale des 100 mètres, ou plus si le plan local d’urbanisme le prévoit.

### Occupation des sols
L'occupation des sols de la commune, telle qu'elle ressort de la base de données européenne d’occupation biophysique des sols Corine Land Cover (CLC), est marquée par l'importance des territoires agricoles (57 % en 2018), en diminution par rapport à 1990 (62,9 %). La répartition détaillée en 2018 est la suivante :
zones agricoles hétérogènes (23,2 %), zones urbanisées (22 %), terres arables (17,7 %), prairies (16,1 %), milieux à végétation arbustive et/ou herbacée (11,1 %), forêts (4 %), espaces ouverts, sans ou avec peu de végétation (2,6 %), espaces verts artificialisés, non agricoles (1,3 %), zones industrielles ou commerciales et réseaux de communication (1 %), zones humides côtières (0,9 %), eaux maritimes (0,2 %). L'évolution de l’occupation des sols de la commune et de ses infrastructures peut être observée sur les différentes représentations cartographiques du territoire : la carte de Cassini (XVIIIe siècle), la carte d'état-major (1820-1866) et les cartes ou photos aériennes de l'IGN pour la période actuelle (1950 à aujourd'hui).

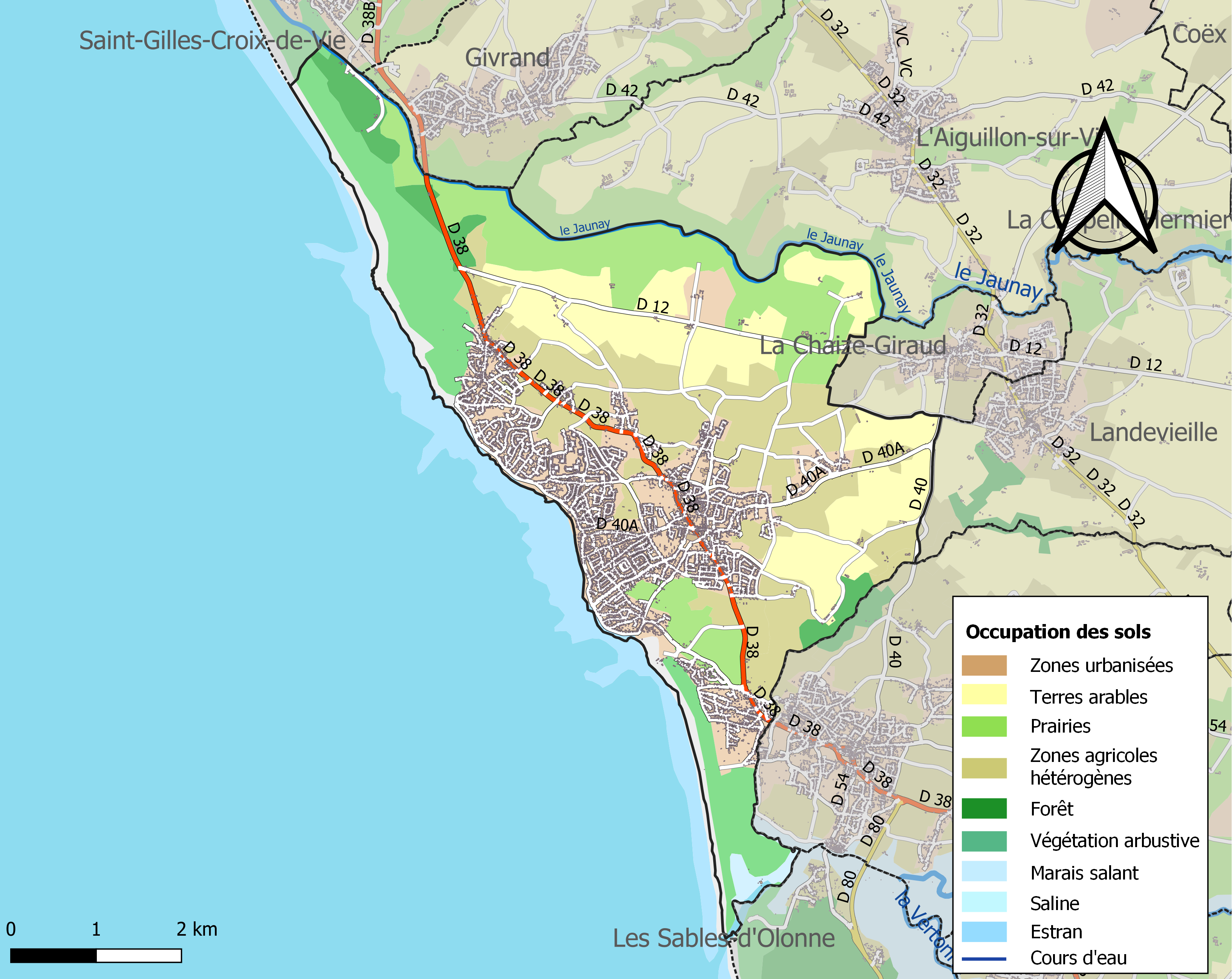
Carte des infrastructures et de l'occupation des sols de la commune en 2018 (CLC).

## Toponymie

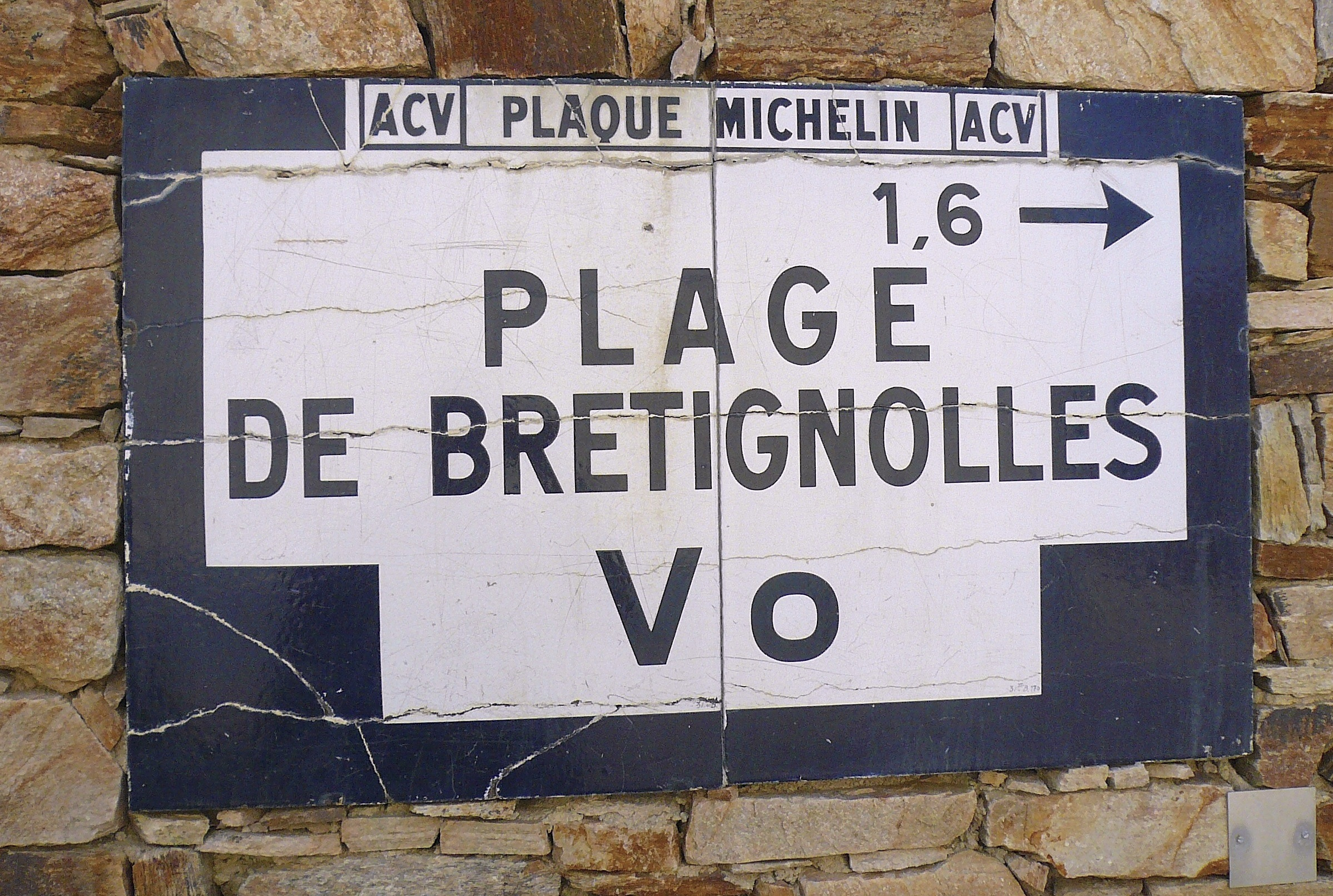
Plaque Michelin scellée dans le centre de Brétignolles.

À l'origine, la commune s'appelait "Brétignolles". À partir du 23 juillet 1919, elle prend officiellement le nom de "Brétignolles-sur-Mer". Selon la légende, le nom de la commune proviendrait d'un capitaine de vaisseau nommé Brétignolus qui aurait fondé la ville après avoir mouillé sa flotte dans le golfe des Olonnes et établi son camp sur le territoire de Brétignolles au IVe siècle. En poitevin, la commune est appelée Brtegnole.

## Histoire
La commune abrite sur son territoire des vestiges d'une vie et d'un habitat préhistoriques, révélés par la découverte de poteries, de silex et de mégalithes datant de plus de 5 000 ans. Sur la plage de la Parée, des champs de tourbes où l'on peut distinguer des troncs et des racines d'arbres très anciens témoignent de l'existence d'une ancienne forêt submergée par la mer.
Les Celtes et les Pictons ont colonisé le territoire de Brétignolles au début de notre ère, avant l’arrivée des Romains. Par la suite, au 9e siècle, les Normands ont fait leur apparition, suivis des Anglais en 1154. En effet, à la suite du mariage d'Aliénor d'Aquitaine avec le roi d'Angleterre, la province du Poitou est devenue anglaise et les habitants de Brétignolles sont devenus des sujets du roi d'Angleterre. Bien que les Anglais aient été expulsés sous le règne de Louis IX, ils sont revenus pendant la guerre de Cent Ans. À partir de 1356, ils se sont installés sur la côte brétignollaise, jusqu'à la libération de la région par les forces dirigées par Jeanne d'Arc et Charles VII.
Au Moyen Âge, Brétignolles faisait partie intégrante de la baronnie de Brandoise, également connue sous le nom de Pays de Brem, qui s'étendait entre le Jaunay et l'Auzance.
Vers 1450, la famille Mauclère, appartenant à la vieille noblesse chevaleresque, fit construire un manoir qui constitue l'élément historique principal de l'actuel château de Beaumarchais. En 1552, le domaine fut acquis par Robert Bouhier de l'Écluse, un armateur ayant fait fortune grâce au commerce maritime. Son fils, Vincent Bouhier de l'Écluse, en hérita et fit agrandir le château en y ajoutant des ailes.
Henri IV, devenu roi de France et ami de Vincent Bouhier de l'Écluse, séjourna dans ce château avec sa suite. Une chambre du château porte encore aujourd'hui son nom. Durant le séjour du roi, Vincent Bouhier de l'Écluse organisa une chasse au cours de laquelle il fit découvrir à Henri IV un vin de sa production. Le roi de France le but d'un trait en s'exclamant : « Excellent breuvage, vos fiefs sont dignes d'être connus, je reviendrai... ». Ce compliment royal aurait contribué à la renommée des vins de Brétignolles et du Pays de Brem.
Au XIXe siècle, la population de la commune de Brétignolles se compose presque exclusivement d'agriculteurs et de quelques artisans ruraux. Au début du XXe siècle, certains jeunes hommes de Brétignolles, après avoir accompli leur service militaire dans la marine, se lancent dans la pêche côtière avec de petits bateaux. À cette époque, la crevette rose est abondante sur le littoral vendéen et la flottille de Brétignolles compte jusqu'à une quinzaine de bateaux. Deux lieux d'accostage existent alors : l'un à la Parée, l'autre à la Sauzaie.
En 1854, Brétignolles réduit son territoire au nord en cédant trois kilomètres de côte à la ville de Saint-Gilles-sur-Vie, permettant ainsi à cette dernière d'obtenir une façade maritime et de devenir une station balnéaire.
En 1929, la composition de la population évolue peu ; aux agriculteurs s'ajoutent désormais les ouvriers, notamment grâce à l'implantation de chantiers dans le secteur du bâtiment et des carrières d'extraction de pierre à Brem-sur-Mer et au Brethomé.
Malgré l'arrivée de cette nouvelle population au cours du XXe siècle, Brétignolles après la Seconde Guerre mondiale reste très rural. La commune a subi l'occupation et tout est à reconstruire. Dès 1945, certains habitants se lancent dans la culture du tabac. Un an plus tard, plus de 120 planteurs sont recensés dans la commune et un syndicat est constitué, marquant le début d'une petite prospérité pour la ville.
Dans les années 1950, le tourisme commence à se développer sur la côte de Brétignolles. La réalisation de la route de la corniche en 1960 permet, en quelques années, la construction de plus d'une centaine de résidences secondaires, lançant ainsi véritablement le tourisme à Brétignolles.

## Politique et administration

### Tendances politiques et résultats
Brétignolles-sur-Mer est une ville de tendance conservatrice ou de droite pour la politique locale.

### Intercommunalité
Brétignolles-sur-Mer est l'une des cinq communes fondatrices de la communauté de communes Côte-de-Lumière, structure intercommunale ayant existé entre le 1er janvier 1997 et le 31 décembre 2009. Depuis le 1er janvier 2010, la commune est membre du Pays de Saint-Gilles-Croix-de-Vie Agglomération.

## Population et société

### Démographie

#### Évolution démographique
L'évolution du nombre d'habitants est connue à travers les recensements de la population effectués dans la commune depuis 1793. Pour les communes de moins de 10 000 habitants, une enquête de recensement portant sur toute la population est réalisée tous les cinq ans, les populations de référence des années intermédiaires étant quant à elles estimées par interpolation ou extrapolation. Pour la commune, le premier recensement exhaustif entrant dans le cadre du nouveau dispositif a été réalisé en 2004.
En 2022, la commune comptait 5 139 habitants, en évolution de +15,02 % par rapport à 2016 (Vendée : +5,33 %, France hors Mayotte : +2,11 %).
| 1793 | 1800 | 1806 | 1821 | 1831 | 1836 | 1841 | 1846 | 1851 |
| ---- | ---- | ---- | ---- | ---- | ---- | ---- | ---- | ---- |
| 675  | 551  | 742  | 865  | 844  | 830  | 836  | 865  | 900  |

| 1856 | 1861 | 1866 | 1872 | 1876 | 1881 | 1886  | 1891  | 1896  |
| ---- | ---- | ---- | ---- | ---- | ---- | ----- | ----- | ----- |
| 879  | 912  | 994  | 969  | 978  | 972  | 1 001 | 1 062 | 1 098 |

| 1901  | 1906  | 1911  | 1921  | 1926  | 1931  | 1936  | 1946  | 1954  |
| ----- | ----- | ----- | ----- | ----- | ----- | ----- | ----- | ----- |
| 1 150 | 1 227 | 1 154 | 1 001 | 1 019 | 1 007 | 1 066 | 1 085 | 1 107 |

| 1962  | 1968  | 1975  | 1982  | 1990  | 1999  | 2004  | 2006  | 2009  |
| ----- | ----- | ----- | ----- | ----- | ----- | ----- | ----- | ----- |
| 1 303 | 1 534 | 1 920 | 2 029 | 2 165 | 2 686 | 3 182 | 3 454 | 4 127 |

| 2014  | 2019  | 2022  | - | - | - | - | - | - |
| ----- | ----- | ----- | - | - | - | - | - | - |
| 4 419 | 5 066 | 5 139 | - | - | - | - | - | - |

#### Pyramide des âges
La population de la commune est relativement âgée.
En 2018, le taux de personnes d'un âge inférieur à 30 ans s'élève à 18,9 %, soit en dessous de la moyenne départementale (31,6 %). À l'inverse, le taux de personnes d'âge supérieur à 60 ans est de 51,7 % la même année, alors qu'il est de 31,0 % au niveau départemental.
En 2018, la commune comptait 2 322 hommes pour 2 546 femmes, soit un taux de 52,30 % de femmes, légèrement supérieur au taux départemental (51,16 %).
Les pyramides des âges de la commune et du département s'établissent comme suit.
| Hommes | Classe d’âge | Femmes |
| ------ | ------------ | ------ |
| 1,0    | 90 ou +      | 2,4    |
| 14,7   | 75-89 ans    | 16,0   |
| 34,0   | 60-74 ans    | 35,0   |
| 16,8   | 45-59 ans    | 16,0   |
| 13,4   | 30-44 ans    | 12,9   |
| 7,6    | 15-29 ans    | 6,6    |
| 12,5   | 0-14 ans     | 11,1   |

| Hommes | Classe d’âge | Femmes |
| ------ | ------------ | ------ |
| 0,8    | 90 ou +      | 2,2    |
| 8,7    | 75-89 ans    | 11,1   |
| 20,3   | 60-74 ans    | 21,3   |
| 20     | 45-59 ans    | 19,4   |
| 17,5   | 30-44 ans    | 16,8   |
| 15     | 15-29 ans    | 13,2   |
| 17,7   | 0-14 ans     | 16,1   |

### Manifestations culturelles et festivités
Le festival de musiques actuelles,« La 7e Vague » a lieu chaque année depuis 2002. Il a notamment accueilli en 2011 Groundation, Tiken Jah Fakoly, Chinese Man, Cali, Gotan Project, etc.
Chaque année en avril[Quand ?], se tenait le Protest Vendée Pro où  les meilleurs surfeurs mondiaux se donnaient rendez-vous au spot de la Sauzaie pour cette étape du championnat du monde de surf professionnel.

### Projet de port de plaisance
Un projet de port de plaisance a longtemps été en cours de réflexion sur le site de la Normandelière. Historiquement porté par la municipalité de Brétignolles-sur-Mer, puis par la communauté de communes du Pays de Saint-Gilles-Croix-de-Vie sous la présidence de Christophe Chabot, ce projet a fait l'objet d'une polémique intense dès ses débuts. Si la population de Brétignolles a majoritairement renouvelé son soutien à la liste portant le projet, il rencontre une vive opposition sur le territoire notamment de la part d'associations écologistes. Ainsi, une manifestation de soutien a réuni plus de 2 000 personnes le 4 février 2012, une manifestation d'opposants ayant par ailleurs réuni près de 2 500 personnes le 6 octobre 2019.
Le 26 août 2020, la procédure d'appel d'offre est officiellement interrompue.
Le 22 juillet 2021, à l'issue des travaux d'un groupe de médiation initié par la communauté de communes, le conseil communautaire vote l'abandon définitif du projet par 33 voix contre 14. Cette décision acte la perte de 6,5 millions d'euros déjà dépensés ou engagés sur le projet, suscitant l'indignation de beaucoup de Brétignollais favorables au projet, mais est saluée par des élus locaux et des associations protectrices de l'environnement opposés au projet.
A l'issue de l'audience du 4 octobre 2022 au tribunal administratif de Nantes portant sur la demande d'annulation du plan local d'urbanisme (PLU), le rapporteur public préconise une annulation partielle de document, estimant que l'estran de la Normandelière constitue "un espace remarquable", ce qui impliquerait sa sacralisation. Son avis est suivi quelques semaines plus tard par le juge qui enjoint à la mairie de revoir sans délai son PLU pour qu'il ne permette plus l'installation du chenal et des brise-lames d'un éventuel port de plaisance dans l'estran de la Normandelière. Cette décision vient confirmer l'erreur manifeste de la municipalité lors de l'élaboration du document d'urbanisme et enterre définitivement tout projet de port sur le site de la Normandelière.

## Culture locale et patrimoine

### Lieux et monuments
- Château de Beaumarchais.
- Église Notre-Dame-de-l'Assomption.

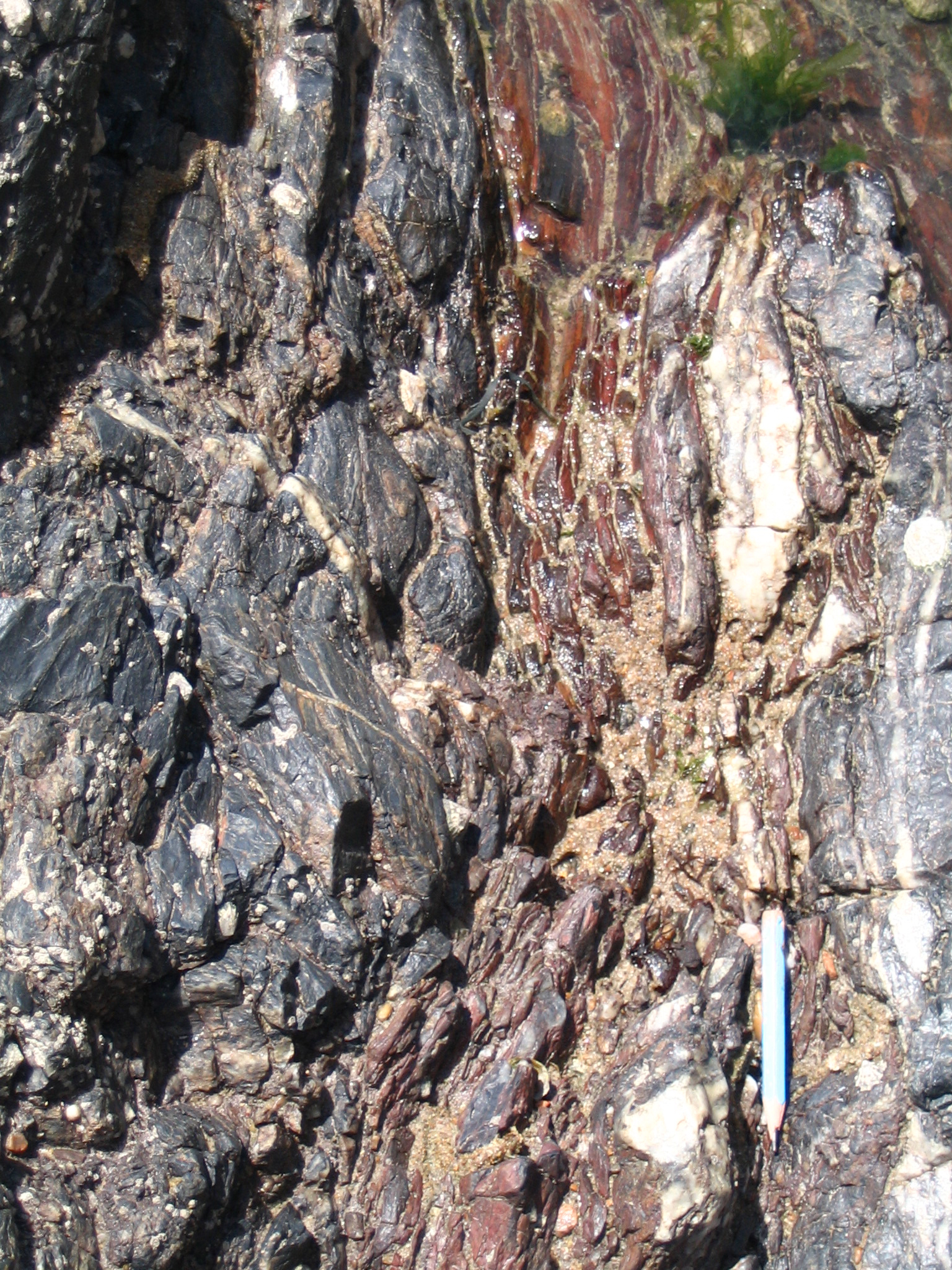
Phtanite du rocher Sainte-Véronique sur l'estran de Bretignolles.

- Pierre Levée de Soubise, dolmen inscrit au titre des monuments historiques en 1984[40].
- Vendée miniature : Un village miniature avec 650 personnages qui fait remonter le temps avec ses métiers, ses maisons de pierre, son moulin à eau menant la cadence au son des maillets, le centre bourg dominé par son imposante église de 3 mètres de hauteur, accompagné de ses commerces et sa locomotive à vapeur. Quinze années de travail ont été nécessaires pour sa réalisation à l’échelle 1/10e[41],[42],[43].

### Compétitions
Brétignolles-sur-Mer a obtenu deux fleurs au concours des villes et villages fleuris (palmarès 2007).

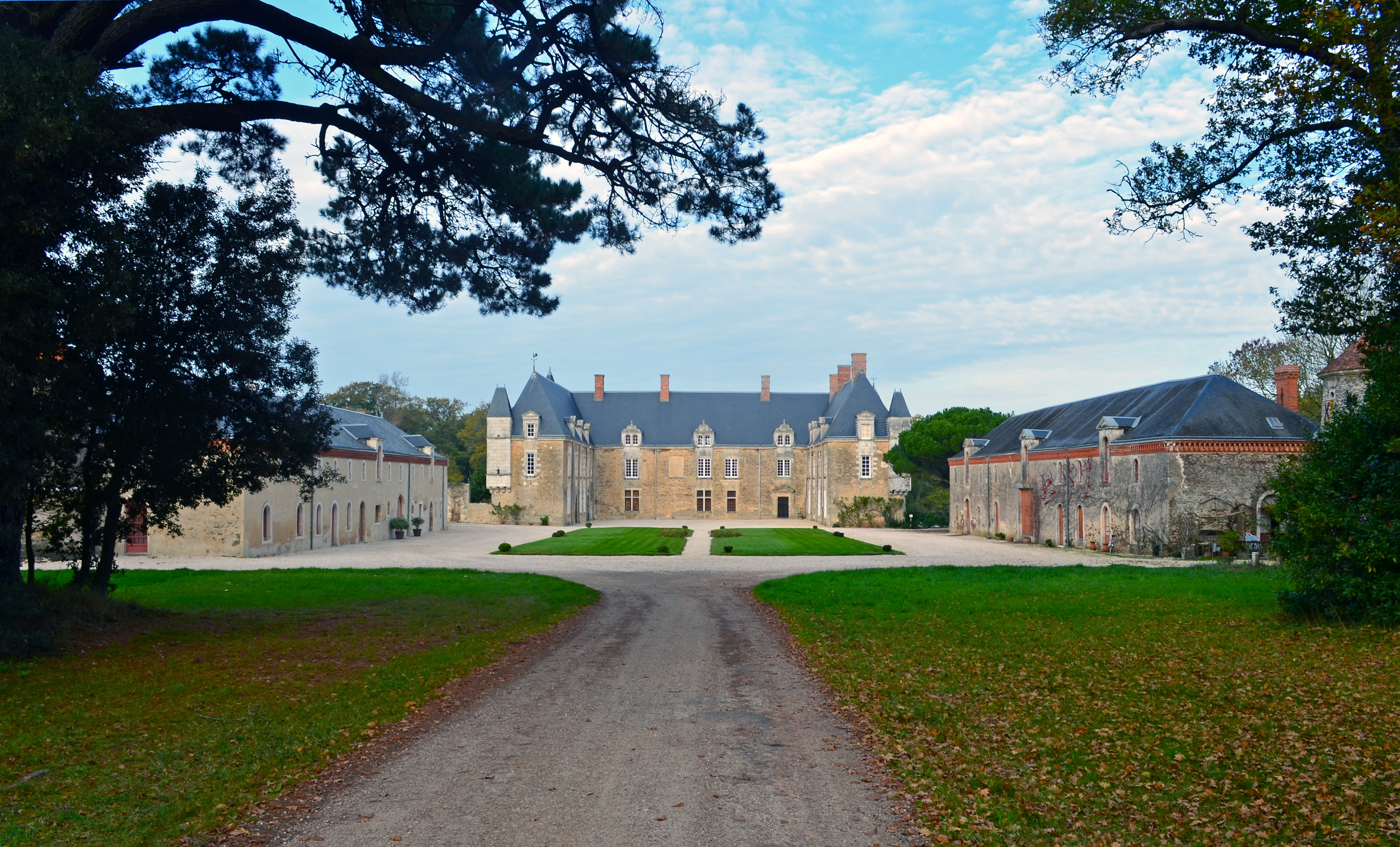
Château de Beaumarchais.
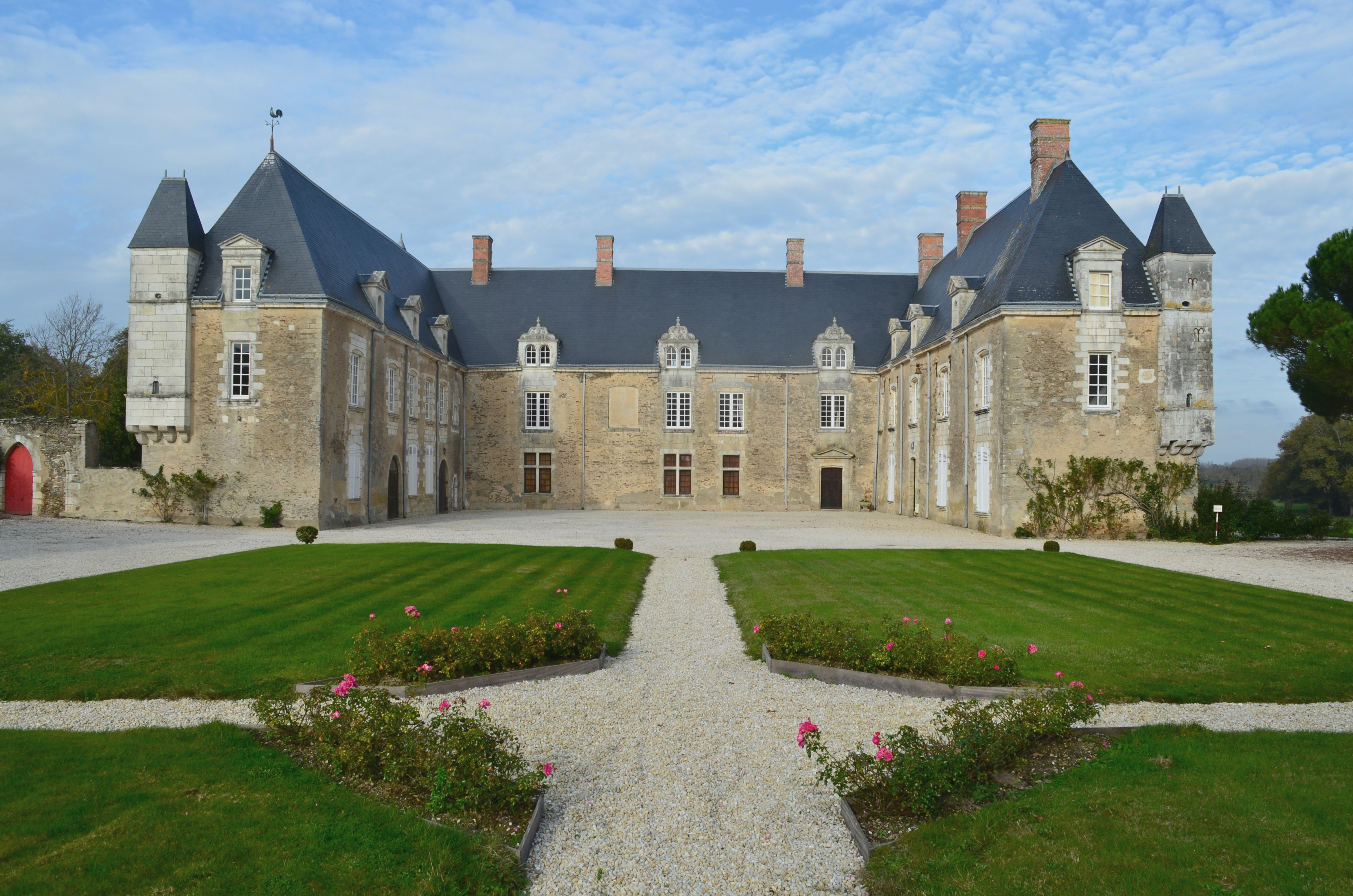
Château de Beaumarchais.
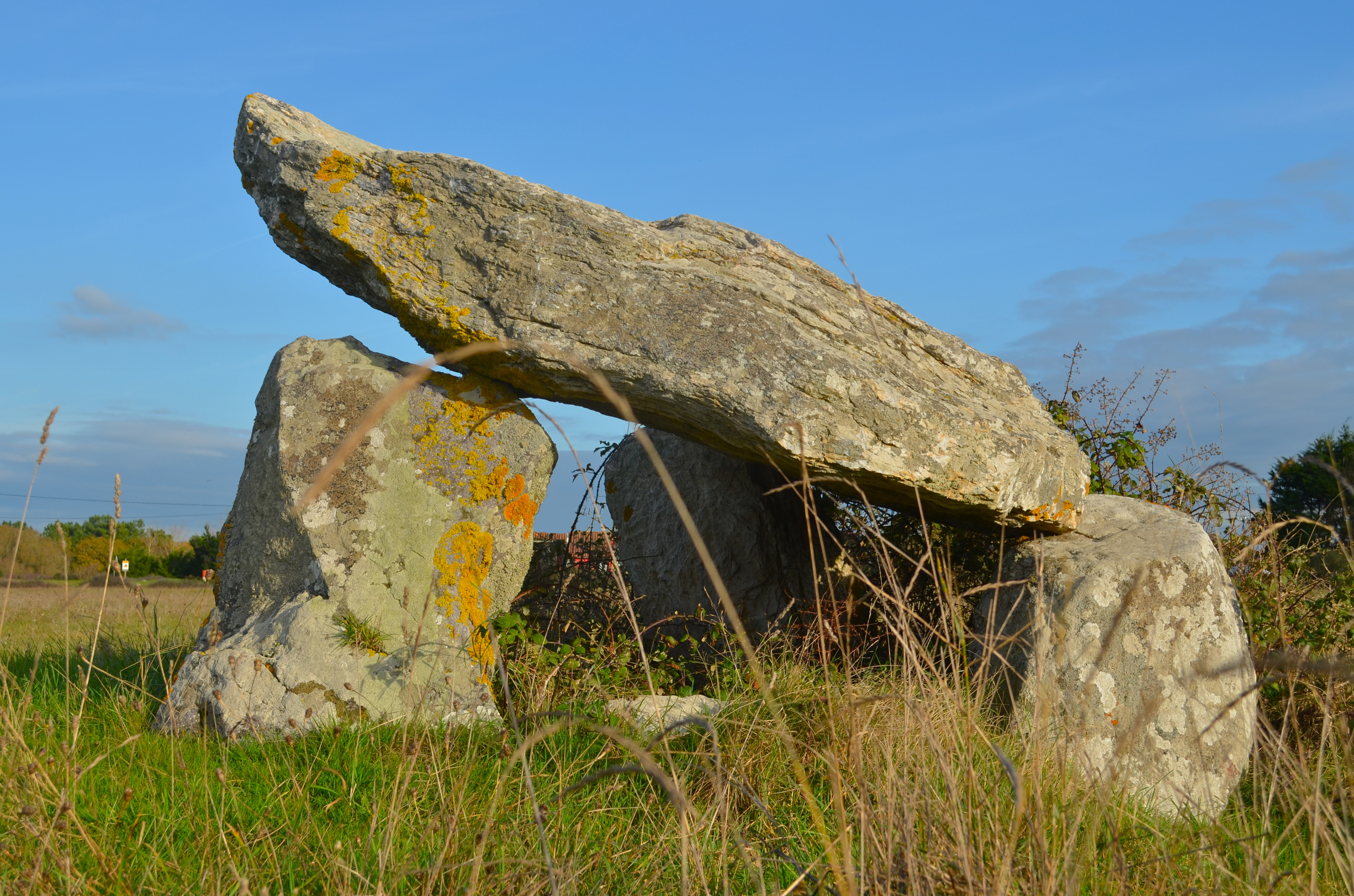
Dolmen dit La Pierre Levée de Soubise.
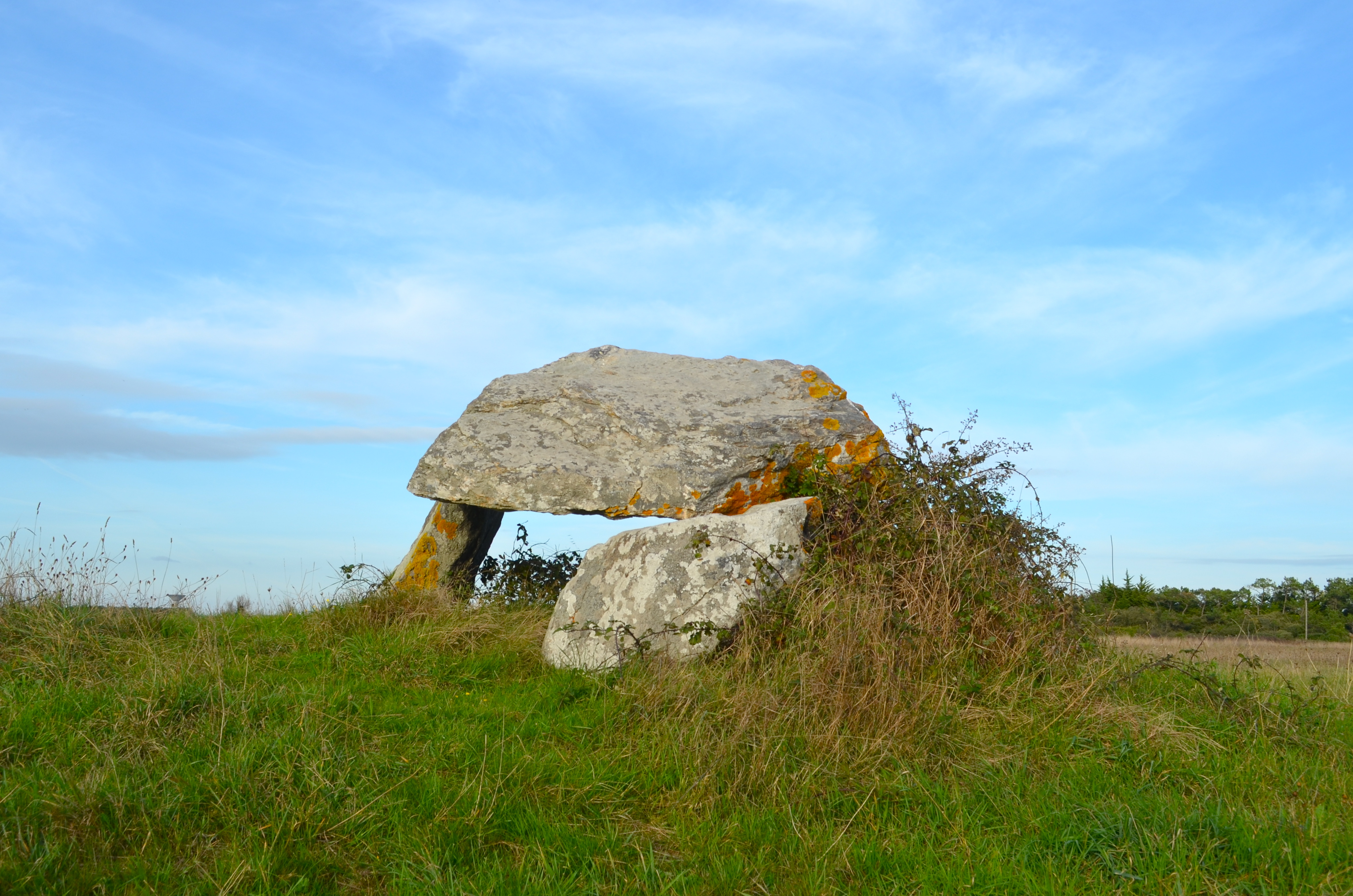
Dolmen dit La Pierre Levée de Soubise.
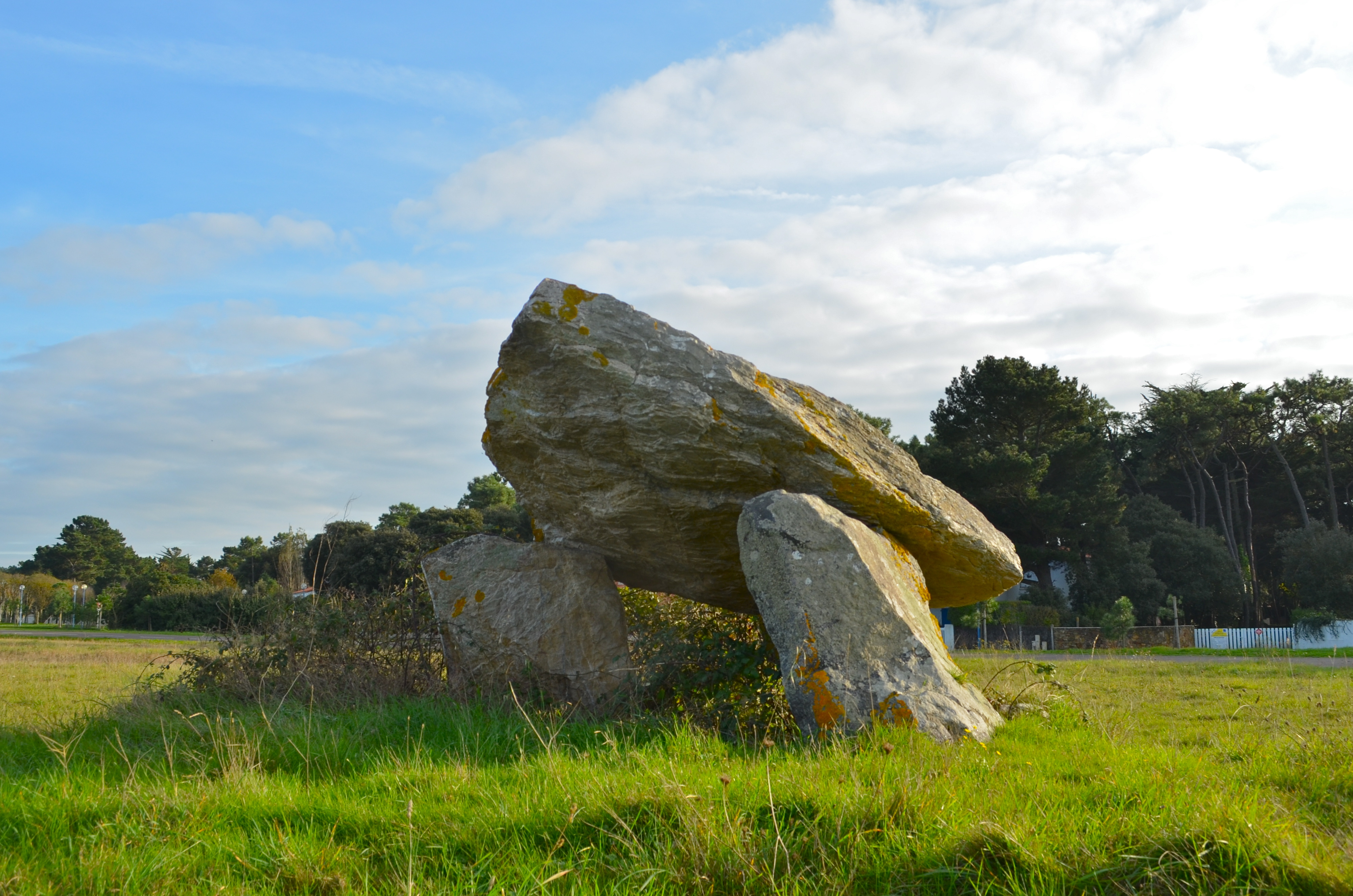
Dolmen dit La Pierre Levée de Soubise.
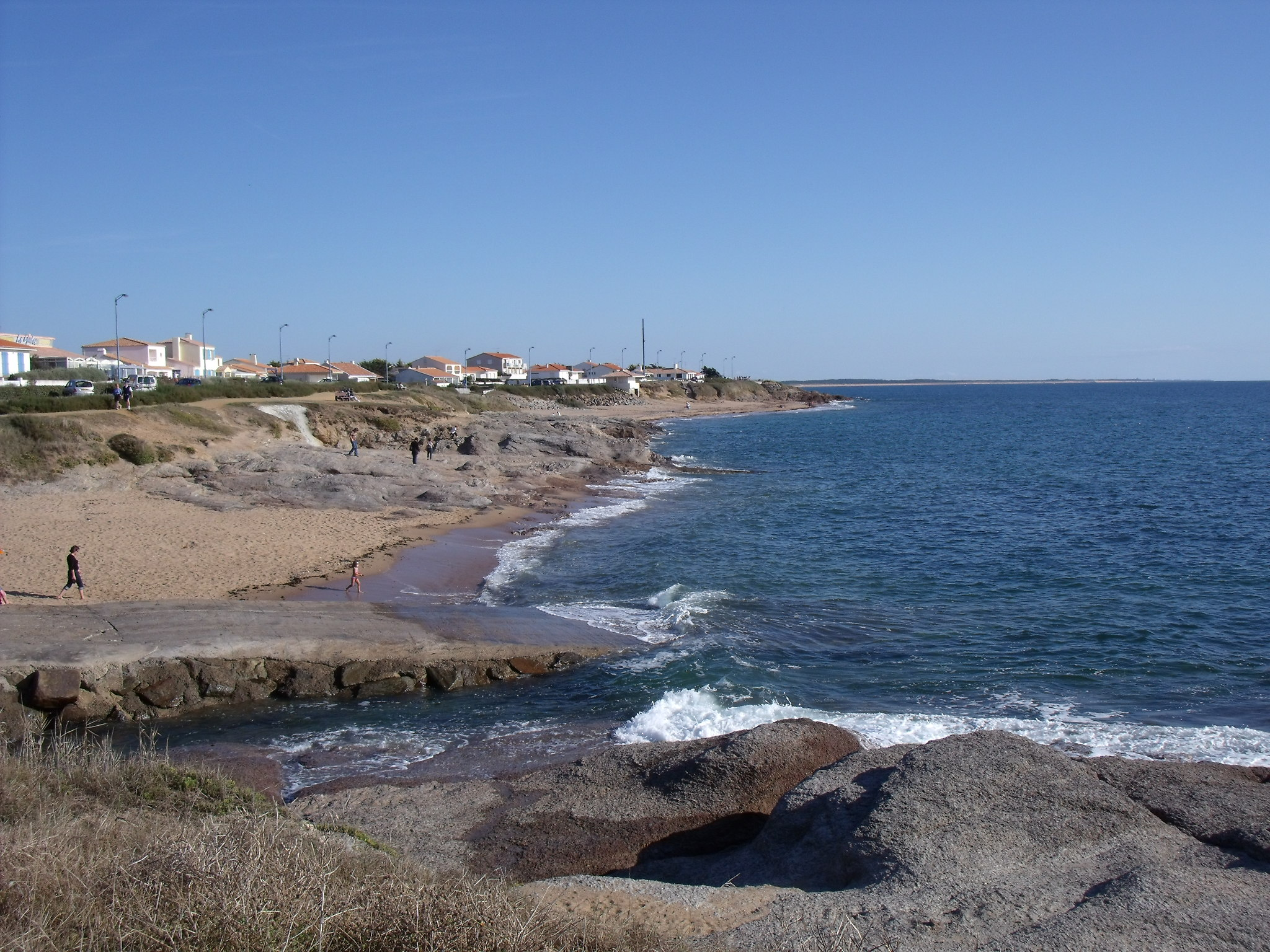
Plage de la Sauzaie.
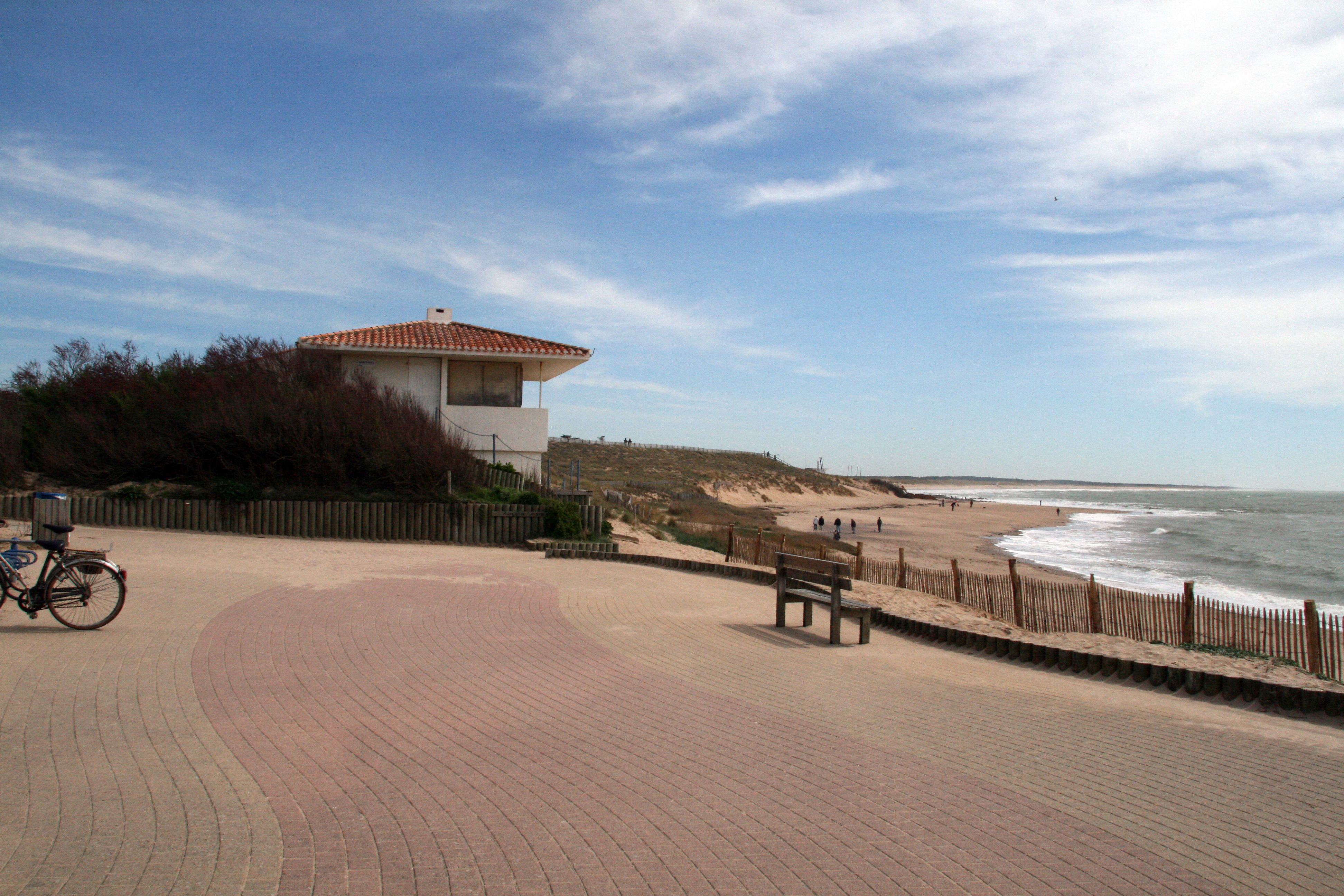
La plage.

### Héraldique
| Blason | Blasonnement : D'azur à l'écusson d'argent aux trois chevrons de gueules, surmonté d'un chapeau de cardinal de gueules. |